# 395e division d'infanterie
La 395e division d'infanterie (en allemand : 395. Infanterie-Division ou 395. ID) est une des divisions d'infanterie de l'armée allemande (Wehrmacht) durant la Seconde Guerre mondiale.

## Création
La 395e division d'infanterie est formée le 16 mars 1940 à partir de Landwehr de la 521e division d'infanterie dans le Wehrkreis I en tant qu'élément de la 9. Welle (9e vague de mobilisation).
Elle est organisée comme une Landesschützen-Division qui est une unité d'infanterie territoriale composée de personnel âgé et utilisé pour des fonctions de garde et de la garnison. C'est l'équivalent des régiments d'infanterie territoriale française.
Elle est basée en province de Prusse-Orientale et n'est pas engagée pendant l'invasion de France.
La division est dissoute le 16 août 1940 et son état-major prend en charge l'Oberfeldkommandantur 395 (OFK 395).

## Organisation

### Commandants
| Date                       | Grade           | Commandant   |
| -------------------------- | --------------- | ------------ |
| ? mars 1940 - 16 août 1940 | Generalleutnant | Hans Stengel |

## Théâtres d'opérations
- Province de Prusse-Orientale : Mars 1940 - Août 1940

## Ordres de bataille
- Infanterie-Regiment 665
- Infanterie-Regiment 674
- Infanterie-Regiment 675
- Artillerie-Regiment 395
- Radfahr-Schwadron 395
- Nachrichten-Kompanie 395
- Divisions-Nachschubführer 395